# 约翰·费希尔·伯恩斯
约翰·费希尔·伯恩斯（John Fisher Burns，1944年10月4日—）是一位英国记者，曾两次获得普利策奖。他曾任纽约时报伦敦分社社长，而且作為嘉賓多次在公共广播电视公司的節目上露臉。 